# Amphibulus pyrrhoborealis
Amphibulus pyrrhoborealis là một loài tò vò trong họ Ichneumonidae.